# Naemsaereul boneun sonyeo
Naemsaereul boneun sonyeo (hangeul: 냄새를 보는 소녀, lett. La ragazza che vede gli odori; titolo internazionale The Girl Who Sees Smells) è una serie televisiva sudcoreana trasmessa su SBS dal 1º aprile al 21 maggio 2015. È basata sull'omonimo webtoon di Man Chwi.

## Trama
Una sera, tornata da scuola, la liceale Choi Eun-seol trova in casa un serial killer che ha appena ucciso i suoi genitori. La ragazza riesce a scappare, ma viene investita da una macchina e finisce in coma, non prima che l'assassino sia riuscito a strapparle dalla divisa la targhetta con scritto il suo nome. Intanto, il giovane Choi Mu-gak è all'ospedale per vedere come sta la sorella minore, anche lei una liceale chiamata Choi Eun-seol, rimasta lievemente ferita in un incidente stradale con un autobus, ma la trova morta nel letto con la gola tagliata. Traumatizzato, trascorre due mesi in appostamento cercando il colpevole, ma a causa della mancanza di sonno sviene e rimane clinicamente morto per dieci giorni. Al suo risveglio, si ritrova senza più i sensi dell'odorato e del gusto, e incapace di provare dolore. Lasciato il lavoro all'acquario, diventa un poliziotto per trovare l'assassino di sua sorella.
Sei mesi dopo essere stata investita, Eun-sol esce dal coma, ma non ricorda nulla di quanto accaduto fino a quel momento. Inoltre, uno dei suoi occhi è inspiegabilmente diventato verde e, tramite esso, la giovane ha acquisito l'abilità di vedere gli odori come colori e forme, riuscendo a capire dove sia stata una persona grazie ai profumi residui rimasti attaccati ai vestiti e al corpo. Per proteggerla, Oh Jae-pyo, il detective che si occupa del caso dei suoi genitori, la adotta e le crea una nuova vita, raccontandole di essere suo padre e dandole il nome di Oh Cho-rim. Passati tre anni e mezzo, Cho-rim si è abituata al suo dono ed è diventata una ragazza allegra, che sogna di diventare una comica e lavora per una piccola compagnia teatrale.
Intanto, il serial killer continua a colpire una volta l'anno, lasciando sui polsi delle sue vittime l'incisione di un codice a barre. Per entrare nella squadra speciale che se ne occupa, Mu-gak deve dare prova di sé entro dieci giorni risolvendo alcuni casi. Mentre insegue un criminale si imbatte in Cho-rim, che si offre di aiutarlo se lui le farà da spalla per un'audizione. Grazie a lei, Mu-gak entra nella task force guidata dalla tenente Yeom Mi, e i suoi sospetti si concentrano sullo chef Kwon Jae-hee, fidanzato dell'ultima vittima.

## Personaggi
- Choi Mu-gak, interpretato da Park Yoo-chun
- Oh Cho-rim/Choi Eun-seol, interpretata da Shin Se-kyung
- Kwon Jae-hee/Jay Kwon Ford, interpretato da Namgoong Min
- Yeom Mi, interpretata da Yoon Jin-seo
- Oh Jae-pyo, interpretato da Jung In-gi
- Jo In-bae, interpretato da Nam Chang-hee
- Eo Woo-ya, interpretata da Oh Cho-hee
- Wang Ji-bang, interpretato da Jung Chan-woo
- Ma Ae-ri, interpretata da Park Jin-joo
- Kang Hyuk, interpretato da Lee Won-jong
- Yeh Sang-gil, interpretato da Choi Tae-joon
- Ki Cheong-do, interpretato da Jo Hee-bong
- Capo della polizia, interpretato da Kim Byung-ok
- Tak Ji-seok, interpretato da Choi Jae-hwan
- Detective Kim, interpretato da Jung Hyun-seok
- Kim Joong-in, interpretato da Kim Gi-cheon
- Dottor Chun Baek-kyung, interpretato da Song Jong-ho

## Ascolti
| Episodio | Data di trasmissione | Dati TNSM           | Dati TNSM                  | Dati AGB            | Dati AGB                   |
| Episodio | Data di trasmissione | A livello nazionale | Area metropolitana di Seul | A livello nazionale | Area metropolitana di Seul |
| -------- | -------------------- | ------------------- | -------------------------- | ------------------- | -------------------------- |
| 1        | 1 aprile 2015        | 5,6%                | 7,1%                       | 5,6%                | 6,1%                       |
| 2        | 2 aprile 2015        | 6,0%                | 6,6%                       | 6,1%                | 6,8%                       |
| 3        | 8 aprile 2015        | 6,6%                | 7,1%                       | 7,0%                | 7,9%                       |
| 4        | 9 aprile 2015        | 7,8%                | 8,8%                       | 7,8%                | 8,0%                       |
| 5        | 15 aprile 2015       | 7,4%                | 8,4%                       | 7,1%                | 7,5%                       |
| 6        | 16 aprile 2015       | 8,5%                | 9,8%                       | 7,5%                | 7,7%                       |
| 7        | 22 aprile 2015       | 7,3%                | 8,0%                       | 8,1%                | 8,4%                       |
| 8        | 23 aprile 2015       | 9,2%                | 10,5%                      | 8,3%                | 8,5%                       |
| 9        | 29 aprile 2015       | 7,9%                | 8,5%                       | 6,8%                | 7,0%                       |
| 10       | 30 aprile 2015       | 9,3%                | 10,7%                      | 8,0%                | 8,4%                       |
| 11       | 6 maggio 2015        | 8,0%                | 9,4%                       | 7,5%                | 8,1%                       |
| 12       | 7 maggio 2015        | 8,6%                | 9,8%                       | 6,9%                | 6,7%                       |
| 13       | 13 maggio 2015       | 9,1%                | 10,6%                      | 8,7%                | 9,2%                       |
| 14       | 14 maggio 2015       | 10,1%               | 11,4%                      | 9,5%                | 9,7%                       |
| 15       | 20 maggio 2015       | 10,9%               | 13,5%                      | 9,6%                | 9,5%                       |
| 16       | 21 maggio 2015       | 11,9%               | 14,4%                      | 10,8%               | 11,4%                      |
| Media    | Media                | 8,4%                | 9,7%                       | 7,8%                | 8,2%                       |

## Colonna sonora
1. Confusing (아리송해) – Juvie feat. Jang Yi-sung
2. Spring is Gone By Chance (우연히 봄) – Loco feat. Yuju (GFRIEND)
3. The First Time (첨이야) – Gye Bum-joo
4. Again, Today (난 오늘도) – Gemini
5. Because of You (그 남잔 말야) – M.C. the Max
6. You Are My Everything (전부이니까) – Sweet Sorrow
7. Honey – Acourve
8. Just 5 More Minutes (5분만 더) – NC.A, YANO e Sang-do
9. Jeokiyo (저기요) – Jelly Cookie
10. Ordinary Farewell (흔한 이별) – Song Yoo-bin feat. Kim Na-young
11. Confusing (Inst.) (아리송해 (Inst.))
12. Spring is Gone By Chance (Inst.) (우연히 봄 (Inst.))
13. The First Time (Inst.) (첨이야 (Inst.))
14. Again, Today (Inst.) (난 오늘도 (Inst.))
15. Because of You (Inst.) (그 남잔 말야 (Inst.))
16. You Are My Everything (Inst.) (전부이니까 (Inst.))
17. Honey (Inst.)
18. Just 5 More Minutes (Inst.) (5분만 더 (Inst.))
19. Jeokiyo (Inst.) (저기요 (Inst.))
20. Ordinary Farewell (Inst.) (흔한 이별 (Inst.))

## Distribuzioni internazionali
| Paese     | Canale/i    | Prima TV      | Titolo adottato          |
| --------- | ----------- | ------------- | ------------------------ |
| Singapore | ONE TV ASIA | 2015          | The Girl Who Sees Smells |
| Taiwan    | GTV         | 2 luglio 2015 | 看見味道的少女           |
| Filippine | Cine Mo!    | 12 marzo 2017 | Sensory Couple           |